# Joanna Skowroń
Joanna Paulina Skowroń (* 16. April 1979 in Gorzów Wielkopolski, deutsch: Landsberg an der Warthe, Woiwodschaft Lebus) ist eine polnische Kanurennsportlerin und Teilnehmerin der Olympischen Sommerspiele 2000 in Sydney und 2004 in Athen. Sie startet für den Club MKKS-MOS Gorzów Wielkopolski.

## Karriere
Joanna Skowroń begann mit dem Kanusport in der sechsten Klasse.
Ihr Debüt in der Nationalmannschaft Polens gab sie bei den Weltmeisterschaften 1998 in Szeged (5. im K-4 200 m).
Bei den Europameisterschaften 1999 in Zagreb wurde sie im K-4 6. über 200 m und 7. über 500 m.
Bei den Europameisterschaften 2000 in Posen  wurde sie im K-4 mit der polnischen Mannschaft ebenfalls über die Strecken von 200 m und 500 m Vierte.
Bei den Europameisterschaften im Folgejahr in Mailand gewann sie im K-4 über 200 m die Bronzemedaille, im K2 über 1000 m Silber im Duett mit Beata Sokołowska, mit der sie über 500 m Vierte wurde.
Bei den Weltmeisterschaften 2001 in Posen gewann sie mit Karolina Sadalska, Aneta Białkowska und Dorota Kuczkowska über 1000 m eine Silbermedaille und mit Karolina Sadalska, Aneta Pastuszka und Dorota Kuczkowska über die Strecke von 200 m eine Bronzemedaille.
Im Folgejahr holte sie gemeinsam mit Aneta Pastuszka, Karolina Sadalska und Aneta Białkowska bei der WM 2002 in Sevilla über 1000 m Gold und mit Aneta Pastuszka über 200 m Silber.
Bei den Europameisterschaften 2002 im ungarischen Szeged gewann sie ihre erste Europameisterschaft. Neben Gold im Zweier mit Aneta Pastuszka über 500 m, errang sie mit ihr eine Silbermedaille über 200 m und mit Aneta Białkowska ebenfalls Silber über 1000 m. Eine Bronzemedaille über 500 m komplettierte den Medaillensegen.
Weitere Weltmeisterschaftsmedaillen gewann sie 2003 in Gainesville (Georgia) mit Silber im K-4 über 500 m mit Karolina Sadalska, Małgorzata Czajczyńska und Aneta Białkowska und Bronze über 200 m mit Karolina Sadalska, Aneta Pastuszka und Beata Sokołowska-Kulesza und im Zweier mit Beata Sokołowska-Kulesza über 500 m.
Sowohl im Jahre 2004 als auch Jahre 2005 konnte sie bei ihren EM-Einsätzen keinen Platz auf dem Podium erringen.
Silber und Bronze gewann sie dann aber wieder bei den Weltmeisterschaften 2005 in Zagreb: Zweite über 200 m mit Iwona Pyżalska, Małgorzata Czajczyńska und Beata Sokołowska-Kulesza, Zweite über 500 m mit Aneta Białkowska, Aneta Konieczna und Iwona Pyżalska und Dritte über 1000 m mit Aneta Białkowska.
Joanna Skowroń ist mehrfache polnische Meisterin in den Disziplinen K-2 200 m (1998, 2001), K-2 500 m (2001, 2002), K-2 1000 m (2001, 2002), K-4 200 m (1998, 1999, 2000), K-4 500 m (1997, 1998, 1999, 2000).
Bei ihren Teilnahmen an den Olympischen Spielen 2000 im K-4 mit Karolina Sadalska, Małgorzata Czajczyńska und Aneta Białkowska und den Olympischen Spielen 2004 verpasste sie mit jeweils vierten Plätzen über die Strecke von 500 m gleich zweimal nur knapp eine Medaille.
Sie lebt in Gorzów Wielkopolski.